# Lauterecken (Verbandsgemeinde)
Lauterecken est une Verbandsgemeinde (collectivité territoriale) de l'arrondissement de Kusel dans la Rhénanie-Palatinat en Allemagne. Le siège de cette Verbandsgemeinde est dans la ville de Lauterecken.
La Verbandsgemeinde de Lauterecken consiste en cette liste d'Ortsgemeinden (municipalités locales):

Localisation du Verbandsgemeinde de Lauterecken dans l'arrondissement de Kusel

| 1. Adenbach 2. Buborn 3. Cronenberg 4. Deimberg 5. Ginsweiler 6. Glanbrücken 7. Grumbach 8. Hausweiler 9. Heinzenhausen 10. Herren-Sulzbach 11. Hohenöllen 12. Homberg 13. Hoppstädten | 1. Kappeln 2. Kirrweiler 3. Langweiler 4. Lauterecken 5. Lohnweiler 6. Medard 7. Merzweiler 8. Nerzweiler 9. Odenbach 10. Offenbach-Hundheim 11. Sankt Julian 12. Unterjeckenbach 13. Wiesweiler |